# Кураёси
Кураёси (яп. 倉吉市 Кураёси-си) — город в Японии, находящийся в префектуре Тоттори. Площадь города составляет 272,15 км², население — 49 094 человека (1 августа 2014), плотность населения — 180,39 чел./км².

## Географическое положение
Город расположен на острове Хонсю в префектуре Тоттори региона Тюгоку. С ним граничат город Манива и посёлки Хокуэй, Котоура, Юрихама, Мисаса, Кофу.

## Население
Население города составляет 49 094 человека (1 августа 2014), а плотность — 180,39 чел./км². Изменение численности населения с 1980 по 2005 годы:
| 1980 | 57 252 чел. |  |
| 1985 | 57 306 чел. |  |
| 1990 | 56 602 чел. |  |
| 1995 | 55 669 чел. |  |
| 2000 | 54 027 чел. |  |
| 2005 | 52 592 чел. |  |

## Символика
Деревом города считается камелия, цветком — рододендрон, птицей — Zosterops japonicus.

## Города-побратимы
- Мацудо, Япония (2004)
- Наджу, Республика Корея